# Trois mousquetaires (jeu)
Pour les articles homonymes, voir Les Trois Mousquetaires (homonymie).

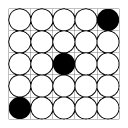
Disposition de départ.

Trois Mousquetaires est un jeu de stratégie combinatoire abstrait créé par Haar Hoolim en 1969. Il a été publié dans le livre A Gamut of Games (en) de Sid Sackson. Le jeu est remarquable en ce que, comme le traditionnel Fox and geese (en) (Le Renard et les oies), il utilise le principe de forces inégales : les deux joueurs n'utilisent ni les mêmes types de pièces, ni les mêmes règles, et leurs conditions de victoire sont différentes.

## L'équipement
- Vingt-cinq jetons (tels que des jetons de Dames ou de poker), vingt-deux blancs et trois noirs.
- Un plateau bicolore en grille de 5 par 5.

## Les règles
Un joueur prend le parti des trois mousquetaires, l'autre des hommes du Cardinal de Richelieu ("l'ennemi"). Le joueur mousquetaire place ses jetons dans deux coins opposés et dans la case centrale ; l'ennemi place ses jetons dans toutes les autres cases du plateau:
| o | o | o | o | x |
| o | o | o | o | o |
| o | o | x | o | o |
| o | o | o | o | o |
| x | o | o | o | o |

Les joueurs jouent à tour de rôle en déplaçant une seule pièce ; le joueur mousquetaire commence. Les règles sont comme suit:
- Le joueur mousquetaire peut déplacer un mousquetaire orthogonalement (non en diagonale) vers toute case adjacente occupée par l'ennemi ; la pièce ennemie est retirée du jeu.
- L'ennemi peut déplacer une de ses pièces orthogonalement vers toute case adjacente vide.

L'ennemi gagne s'il peut contraindre les trois mousquetaires d'être tous sur la même ligne ou colonne.
Les mousquetaires gagnent si, à leur tour, ils ne peuvent pas se déplacer car il n'y a pas de pièce ennemies adjacentes à un mousquetaire et s'ils ne sont pas tous sur la même ligne ou colonne. Aussi longtemps qu'un mousquetaire peut se déplacer, le jeu n'est pas gagné.

## Jeu résolu
Le jeu a été fortement résolu par Johannes Laire en 2009. C'est une victoire pour les hommes du Cardinal de Richelieu (l'ennemi).